# Chikkanadinne, Mulbagal
Chikkanadinne là một làng thuộc tehsil Mulbagal, huyện Kolar, bang Karnataka, Ấn Độ.